# Johann Christian Ravit
Johann Christian Ravit (født 16. august 1806 i Slesvig, død 9. september 1868 sammesteds) var en tysk jurist og nationaløkonom. 
Efter at have studeret rets- og statsvidenskab i Kiel, Heidelberg og Jena tog han juridisk embedseksamen i Slesvig 1831 og blev derefter volontær i Rentekammeret i København, hvor han 1834 blev fuldmægtig, 1839 kontorchef. I 1840 blev han kammerråd. Under sit ophold i København skrev han indledning til det statistiske tabelværks fremstilling af befolkningsforholdene i hertugdømmerne (1842). I 1842 udnævntes han til ordentlig professor i nationaløkonomi og statistik i Kiel, hvor han året efter blev æresdoktor. I de følgende år betroedes der ham forskellige hverv, for eksempel sæde i bestyrelsen for jernbanen fra Kiel til Altona, men hans optræden under oprøret foranledigede, at han i 1851 afskedigedes, og han førte nu en ret urolig tilværelse. I Hamborg grundede han et brandforsikringsselskab (1854), blev i 1856 direktør for et bankinstitut i Meiningen, men trådte allerede tilbage efter et års forløb, da banken forlod den oprindelige plan, der gik ud på at fremme store industrielle foretagender. Han oprettede så en bank i Oldenburg, men bosatte sig snart efter i Lybek. I 1865 var han i København for at deltage i forhandlingerne om det finansielle mellemværende mellem Danmark og hertugdømmerne, men trak sig tilbage, inden forhandlingerne vare til ende. Han opholdt sig nu i nogen tid i Kiel og Hamborg. Ravits betydning som forfatter er ikke synderlig stor. Han har været med i forskellige litterære foretagender, redigerede således 1845-1848 en årbog for lovgivning og forvaltning i hertugdømmerne, 1849 en statshåndbog for Slesvig-Holsten og 1862-63 Archiv staatswissenschaftlicher Abhandlungen. Han behandlede end videre i nogle afhandlinger møntforhold og skattevæsen (således 1862 en afhandling om progressiv indkomstskat).